# NGC 5927
NGC 5927 је збијено звездано јато у сазвежђу Вук које се налази на NGC листи објеката дубоког неба.
Деклинација објекта је - 50° 40' 20" а ректасцензија 15h 28m 0,5s. Привидна величина (магнитуда) објекта NGC 5927 износи 8,0. NGC 5927 је још познат и под ознакама GCL 35, ESO 224-SC4.